# Ashanti's Christmas
Ashanti's Christmas è il terzo album della cantante R&B statunitense Ashanti, pubblicato nel 2003 per la Murder Inc./Island Def Jam. Si tratta di una collezione di tradizionali canti natalizi.

## Tracce
1. Christmas Time Again – 4:05 (Ahsanti Douglas, Irving Lorenzo, Andre Parker)
2. The Christmas Song – 3:19 (Mel Tormé, Robert Wells)
3. Hey Santa – 1:55 (Ashanti Douglas, Irving Lorenzo)
4. This Christmas – 2:59 (Donny Hathaway, Nadine McKinnor)
5. Sharing Christmas – 4:14 (Ahsnati Douglas, Irving Lorenzo)
6. Silent Night – 2:13 (Franz Xaver Gruber, Joseph Mohr)
7. Joy to the World – 1:56 (Lowell Mason, Isaac Watts)
8. Winter Wonderland – 2:16 (Felix Bernard, Dick Smith)
9. Time of Year – 4:50 (Ashanti Douglas, Irving Lorenzo, Demi McGhee)
10. We Wish You a Merry Christmas – 1:35 (Traditional)

## Classifiche
| Classifiche (2003) | Posizione massima |
| ------------------ | ----------------- |
| Stati Uniti        | 160               |